# Chimique (drogue)
Cet article concerne l'herbe chamanique. Pour l'adjectif « chimique », voir Chimie.
La chimique, ou herbe chamanique, est une drogue, mélange de tabac imprégné d'alcool et de cannabinoïdes de synthèse, qui s’est répandue de manière très rapide dans les années 2010 à Mayotte et concerne une part non négligeable de la population, notamment les jeunes hommes en situation précaire, selon l'Observatoire français des drogues et des toxicomanies (OFDT).